# Khakee

Khakee est un film de Bollywood réalisé par Rajkumar Santoshi et sortie en Inde en 2004.

## Synopsis
Iqbal Ansari (Atul Kulkarni), accusé d’actes terroristes, doit être transféré de Chadanghbad à Mumbai afin d’y être jugé. Une première attaque du convoi provoquant la mort de plusieurs policiers incite la police de Mumbai à envoyer une nouvelle équipe chargée du transfert du prisonnier. La mission est confiée à Anant Kumar (Amitabh Bachchan), policier à la veille de la retraite et à la carrière ratée, sans doute parce qu’il n’a jamais cédé à la corruption régnant dans le milieu. Il accepte cette mission, pensant être enfin reconnu et finir en beauté sa carrière en étant promu commissaire de police. La tâche ne sera pourtant pas simple car il a dans son équipe un jeune policier débutant et Shekhar Verma (Akshay Kumar), homme courageux mais sans grande morale. Il faudra compter aussi sur les complices d’Iqba Ansari, qui semblent, depuis le début, être au courant de toute l’opération de transfert du prisonnier.

## Fiche technique
- Réalisation : Rajkumar Santoshi
- Scénario : Rajkumar Santoshi, Shridhar Raghavan
- Pays : Inde
- Musique : Ram Sampath
- Producteur : Keshu Ramsay
- Distributeur : Cinedrome
- Durée : 174 min
- Langue originale : Hindî
- Date de sortie : 23 janvier 2004
- Lieu de tournage : Mumbai

## Distribution
- Amitabh Bachchan : Anant Kumar Shrivastav
- Akshay Kumar : Shekhar Verma
- Ajay Devgan : Yashwant Angre
- Aishwarya Rai Bachchan : Mahalaxshmi
- Tusshar Kapoor : Ashwin Gupte
- Atul Kulkarni : docteur Iqbal Ansari
- Jayaprada : Jaya Shrivastav (Apparition spéciale)
- Lara Dutta : danseuse sur ‘’Aisa Jadoo’’ (Apparition spéciale)
- Prakash Raj : Naidu
- Sabyasachi Chakravarthy : ministre Deodhar
- Tanuja : mère d’Iqbal Ansari

## Chansons du film
- Dil Dooba : Sonu Nigam, Shreya Ghoshal
- Vaada Raha : Arnab Chakravorty, Shreya Ghoshal
- Mere Maula : Richa Sharma, Kailash Kher
- Aisa Jadoo : Sunidhi Chauhan

Traduction des chansons sur Fantastikindia

## Autour du film
- La date de sortie du film était initialement prévue en novembre 2003, mais cela correspondait à la date de sortie de Kal Ho Naa Ho et LOC Kargil, deux films très attendus. Les producteurs décidèrent de repousser la sortie à début 2004.

- Khakee désigne la couleur de l’uniforme porté par les policiers. En Inde, Khakee est l’expression familière pour désigner les policiers.

- Aishwarya Rai fut blessée à la jambe pendant le tournage.

- Shweta, la fille du photographe dans le film, chante Kal Ho Naa Ho, chanson tirée du film du même titre, juste avant d’être tuée dans un attentat.